# Werner Breitschwerdt
Werner Breitschwerdt (* 23. September 1927 in Stuttgart; † 20. Dezember 2021 ebenda) war ein deutscher Manager und Diplom-Ingenieur. Er war von 1983 bis 1987 Vorstandsvorsitzender der Daimler-Benz AG in Stuttgart. Er war als Entwicklungschef für die Entwicklung zahlreicher Baureihen des Konzerns verantwortlich. Er war zudem Ehrensenator der Ruprecht-Karls-Universität Heidelberg, Honorarprofessor der Universität Karlsruhe und Dr.-Ing. E. h. der Ruhr-Universität Bochum. Im Jahre 2009 wurde Werner Breitschwerdt für seine Leistungen auf dem Feld der Automobilentwicklung in die European Automotive Hall of Fame aufgenommen.

## Leben
Breitschwerdt studierte an der TH Stuttgart Physik bis zum Vordiplom und legte 1952 die Diplomprüfung im Fach Elektrotechnik ab. Er war seit dem Wintersemester 1947/1948 Mitglied der Studentenverbindung AV Gaudeamus Stuttgart. Seit April 1953 war Breitschwerdt in verschiedenen Funktionen und Aufgabenbereichen Mitarbeiter der Daimler-Benz AG. Anfangs war er im Werk Sindelfingen im Versuch Pkw-Aufbauten tätig, ehe er 1960 Leiter des Serien-Konstruktionsbüros Pkw-Aufbauten und im Oktober 1963 Abteilungsleiter Pkw-Versuch wurde. 1965 folgte die Ernennung zum Hauptabteilungsleiter im Versuch Pkw-Aufbauten, 1967 zum Abteilungsdirektor. 1971 wurde Breitschwerdt zum stellvertretenden Direktor im Bereich Pkw-Aufbauten ernannt und damit Vertreter von Karl Wilfert, dem Leiter des Bereichs, den Breitschwerdt in dessen Nachfolge schließlich 1973 übernahm. Im Jahr 1974 wurde ihm auch die Leitung der Gesamtstilistik übertragen.
Anfang 1977 wurde Breitschwerdt stellvertretendes Vorstandsmitglied bei Daimler-Benz und übernahm 1978 als Nachfolger von Hans Scherenberg das Ressort Entwicklung und Forschung. 1979 wurde Breitschwerdt ordentliches Vorstandsmitglied. Nach dem plötzlichen Tod von Gerhard Prinz 1983 wurde er zum Vorstandsvorsitzenden ernannt. Nachdem er in zunehmender inhaltlicher Konkurrenz zu Finanzvorstand Edzard Reuter und Mercedes-Benz-Vorstand Werner Niefer stand, gab er das Amt 1987 an Reuter ab. Von 1988 bis 1993 gehörte Breitschwerdt dem Aufsichtsrat an, später auch dem der Continental AG, MTU Friedrichshafen und der Züblin AG. In seiner Zeit als Vorstandsvorsitzender der Daimler-Benz AG erhöhte sich der weltweite Konzernumsatz um mehr als 60 Prozent. Der Konzernjahresüberschuss stieg für das Geschäftsjahr 1986 um fast 80 Prozent auf gut 1,7 Milliarden Mark. In seiner Amtszeit entstanden allein in der Daimler-Benz AG rund 16.000 neue Arbeitsplätze.
Unter Breitschwerdts Führung im Bereich Entwicklung und Forschung entstanden mehrere neue Fahrzeuggenerationen: Die S-Klasse der Baureihe W 126 (1979 bis 1991), die mittlere Baureihe W 124 (1984 bis 1995) und die SL-Baureihe R 129 (1989 bis 2001). Sein Name ist auch eng mit dem Typ 190 (W 201) verbunden, der 1982 auf den Markt kam. Neue Entwicklungen, wie die Mehrlenker-Hinterachse („Raumlenkerachse“) wurden im 190er erstmals eingebaut.
Neben seinen Entwicklungen für die Pkw-Modelle setzte Breitschwerdt auch bei der Ergänzung und Weiterentwicklung des Mercedes-Benz Nutzfahrzeugprogramms wesentliche Akzente. Er führte die von der Daimler-Benz vertretene Philosophie der Fahrzeugsicherheit und des Insassenschutzes fundiert weiter. Unter seiner Verantwortung erzielte Daimler-Benz darüber hinaus weitere bedeutende Fortschritte im Hinblick auf Wirtschaftlichkeit und Umweltfreundlichkeit der Mercedes-Benz-Fahrzeuge.
Breitschwerdt war maßgeblich an der Entwicklung neuer Assistenz- und Sicherheitssysteme in den 1970er und 1980er Jahren verantwortlich. Die Einführung des Antiblockiersystems oder des Airbags fiel in seinen Bereich. Weiterhin zeichnete er für das europäische Verbundprojekt PROMETHEUS (Programm für ein europäisches Transportwesen mit höchster Effizienz und unerreichter Sicherheit, Programme for European Traffic with Highest Efficiency and Unprecedented Safety) verantwortlich. Es wurde 1986 unter seinen Vorsitz auf den Weg gebracht und lief als Kooperation mehrerer europäischer Autohersteller, Elektronik- und Zulieferfirmen, Universitäten und Institute über acht Jahre. Daraus entstanden zahlreiche Technologien mit großem Nutzen, die bei Mercedes-Benz in konkrete technische Produkte umgesetzt wurden, wie der intelligente Tempomat DISTRONIC PLUS oder die automatische Bremse PRE-SAFE®.
1990 übernahm er die Leitung, später den Beiratsvorsitz für das Milliardenprojekt Potsdamer Platz. Daneben widmet er sich seinen eigenen unternehmerischen Engagements. Er war Ehrenvorsitzender des Stiftungsrats der Daimler und Benz Stiftung, Ehrensenator der Ruprecht-Karls-Universität Heidelberg, Honorarprofessor der Universität Karlsruhe und Dr.-Ing. e. h. der Ruhr-Universität Bochum. Am 3. März 2009 wurde Werner Breitschwerdt in die European Automotive Hall of Fame aufgenommen, deren Auszeichnung er persönlich entgegennahm. Werner Breitschwerdt ist die sechste Persönlichkeit, die in die European Automotive Hall of Fame aufgenommen wurde und mit der Daimler AG und ihren Vorläuferunternehmen verbunden ist. Diese Ehrung war bereits den Gründervätern Carl Benz (2001) und Gottlieb Daimler (2001) sowie Wilhelm Maybach (2004), Béla Barényi (2007), und Bruno Sacco (2007) zuteilgeworden. Breitschwerdt war „Persönlich Förderndes Mitglied“ der Max-Planck-Gesellschaft.
Er war verheiratet mit Nelly Breitschwerdt und hatte zwei Kinder.

## Ehrungen und Auszeichnungen
- 1980: Großes Goldene Ehrenzeichens für die Verdienste um die Republik Österreich[5]
- 1982: Goldener Öltropfen
- 1982: Internationaler Rheinland-Preis TÜV Rheinland (für Verdienste um technischen Umweltschutz)
- 1984: Ehrendoktor der Universität Bochum[6]
- 1985: Grashof-Denkmünze des Vereins Deutscher Ingenieure
- 1987: Verdienstorden der Bundesrepublik Deutschland (Großes Verdienstkreuz)
- 1987: Bürgermedaille der Stadt Stuttgart
- 1991: Verdienstmedaille des Landes Baden-Württemberg
- 1998: Verdienstorden des Landes Berlin

## Berufliche Stationen
- 16. April 1953: Eintritt in die Daimler-Benz AG, Versuchsabteilung Entwicklung Pkw-Aufbauten im Werk Sindelfingen
- 1960: Leiter Serien-Konstruktion Pkw-Aufbauten
- Oktober 1963: Abteilungsleiter Pkw-Versuch
- 1. Mai 1965: Ernennung zum Hauptabteilungsleiter im Versuch Pkw-Aufbauten
- 15. Juli 1967: Abteilungsdirektor
- 27. Juli 1971: Stellvertretender Direktor im Bereich Pkw-Aufbauten und Vertreter von Karl Wilfert, Leiter der Entwicklung Pkw-Aufbauten
- 24. Mai 1972: Prokura
- 1. Juli 1973: Ernennung zum Direktor und Leiter der Entwicklung Pkw-Aufbauten
- 1. Januar 1974: Zusätzlich Übernahme des Bereichs Stilistik
- 20. Januar 1977: Stellvertretendes Vorstandsmitglied Daimler-Benz AG
- 21. März 1978: Vorstandsmitglied Daimler-Benz AG, Ressort Entwicklung und Forschung
- März 1979: Berufung zum Honorarprofessor durch die Universität Karlsruhe
- 1. Dezember 1983: Vorstandsvorsitzender Daimler-Benz AG
- 1. September 1987: Niederlegung des Vorstandsvorsitzes
- 1988–1993: Aufsichtsratsmitglied Daimler-Benz AG
- 1990er Jahre: Aufsichtsratsmitglied der Planungsgesellschaft Bahnbau Deutsche Einheit
- 3. März 2009: Aufnahme in die European Automotive Hall of Fame